# Parque nacional de Mamili
El Parque nacional de Mamili es un espacio protegido con el estatus de parque nacional en el país africano de Namibia.
Mamili se centra en las islas Nkasa y Lupala de los ríos Kwando y Linyanti, en la esquina suroccidental del Este de Caprivi. La isla de Lupala es accesible por carretera, mientras que la de Nkasa no es alcanzable porque el acceso está inundado. La única manera de llegar al parque con seguridad es a través del pueblo Sangwali (Wuparo Conservancy).
un vehículo 4x4 es necesario para acceder al parque. Una comunidad de camping y un albergue están disponibles en la zona.